# I. Rudolf német király
I. Rudolf, vagy IV. Habsburg Rudolf (németül: Rudolf von Habsburg), (Limburg Castle, 1218. május 1. – Speyer, 1291. július 15.) német király, a Habsburg-család első jelentős tagja. 1273. október 1-jétől haláláig uralkodott. Apja IV. Albert Habsburg gróf, anyja Heilwig (Hedvig) kyburgi grófnő.

## A Habsburg-birtokok növelése
Rudolf nagyanyja, Ágnes – II. (Habsburg) Rudolf felesége – a Hohenstaufen dinasztiából származott, így a Habsburgok a 13. század elején a Hohenstaufokat támogatták a pápaság elleni küzdelemben. Ez magyarázza, hogy az egyébként birodalmi összehasonlításban jelentéktelen gróf unokájának keresztapja II. Frigyes német-római császár volt. A támogatás fejében kapott adományokkal növekedésnek indult családi birtokot II. Rudolf felosztotta két fia között. IV. Albert (tőle ered a család főága) az elzászi és észak-svájci birtokokat kapta, öccse III. Rudolf pedig a közép-svájciakat. Rudolf apja 1239-ben bekövetkezett halála után is folytatta a család addigi politikáját, II. Frigyes lelkes híve volt és részt vett hadjárataiban. Még II. Frigyes fia, IV. Konrád mellett is kitartott, amikor pedig az már csak egy volt az ellenkirályok között. Rudolf eközben más úton is növelte birtokainak számát. 1245-ben feleségül vette Gertrúdot Hohenberg grófjának örökösét, 1264-ben pedig unokaöccsének Kyburg grófjának halála után az ő birtokait is örökölte. Rudolf ezekkel a birtokszerzésekkel, ha nem is emelkedett a birodalom leghatalmasabb urai közé, az arisztokrácia második vonalában az egyik legjelentősebb birtokossá vált.

## Rudolf királlyá választása
II. Frigyes halála (1250. december 13.) után interregnum volt a birodalomban, több mint húsz évig nem volt olyan uralkodó, akit a fejedelmek jelentősebb csoportja elfogadott volna. X. Gergely pápa 1272 körül azonban komoly tevékenységbe kezdett, az interregnum felszámolása érdekében, mert újabb keresztes hadjáratot szándékozott indítani a Szentföldre. A birodalomban ekkor II. Ottokár cseh királynak volt a legnagyobb hatalma, de a 
választófejedelmek éppen ezért nem őt kívánták megválasztani, ellenjelöltjük azonban nem volt. A Zollern-családból (a később Hohenzollern nevet felvett családból) származó nürnbergi várgróf, III. Frigyes – Rudolf sógora – vetette fel először Rudolf jelölését, és sorra járta a választófejedelmeket, hogy meggyőzze őket Rudolf megválasztásának előnyeiről.   Így 1273. október 1-jén ellenszavazat nélkül választották meg Rudolfot német királynak és 1273. október 24-én Aachenben megkoronázták.
Rudolf uralkodásának jelentősége az, hogy felismerte, szakítania kell elődjei politikájával, tekintélyét nem itáliai beavatkozással, hanem Németországban kell megerősítenie. 1275 októberében Lausanne-ban találkozott a pápával és ünnepélyesen lemondott a Hohenstaufok hagyományos politikájáról és megígérte, hogy itáliai ügyeibe nem fog beavatkozni, továbbá a korábbi egyházi adományokat jogosnak ismeri el.
A német uralkodónak csak akkor volt tekintélye és tényleges hatalma a birodalomban, ha nemcsak király vagy császár, hanem egyúttal valamely nagyobb tartomány ura is volt. Az addigi nagy német uralkodócsaládok azt a politikát követték, hogy családi hatalmukat építették ki, és erre támaszkodva tudtak tekintélyt szerezni, tehát kormányozni az egész birodalomban. A királyt választó fejedelmeknek azonban nem volt érdekük, hogy a birodalomnak erős uralkodója legyen és mindent megtettek annak érdekében, hogy a német királyok ne tudjanak nagy családi birtokot szerezni.

## Az osztrák hercegség megszerzése
Rudolf saját hatalma megszilárdítása és családi hatalma megalapozása érdekében az osztrák hercegséget kívánta megszerezni. Az osztrák hercegséget 1156. szeptember 17-én I. Frigyes német-római császár adományozta a Babenberg-házból származó Jasomirgott Henriknek, a Babenberg-ház azonban 1246. június 15-én II. (Harcias) Frigyessel kihalt. Rudolf  így az osztrák hercegséget olyan megürült birodalmi hűbérnek tekintette, amelyet visszakövetelhet és annak adományoz akinek akar. Az osztrák hercegséget azonban  IV. Béla magyar király ellenében éppen Rudolf ellenfele, II. Ottokár szerezte meg 1260-ban, a kroissenbrunni csatában. Az 1274. november 19-én tartott nürnbergi birodalmi gyűlésen Rudolf elérte, hogy felhatalmazást kapjon arra, hogy Ottokárt megfossza Csehországon és Morvaországon kívüli tartományaitól.

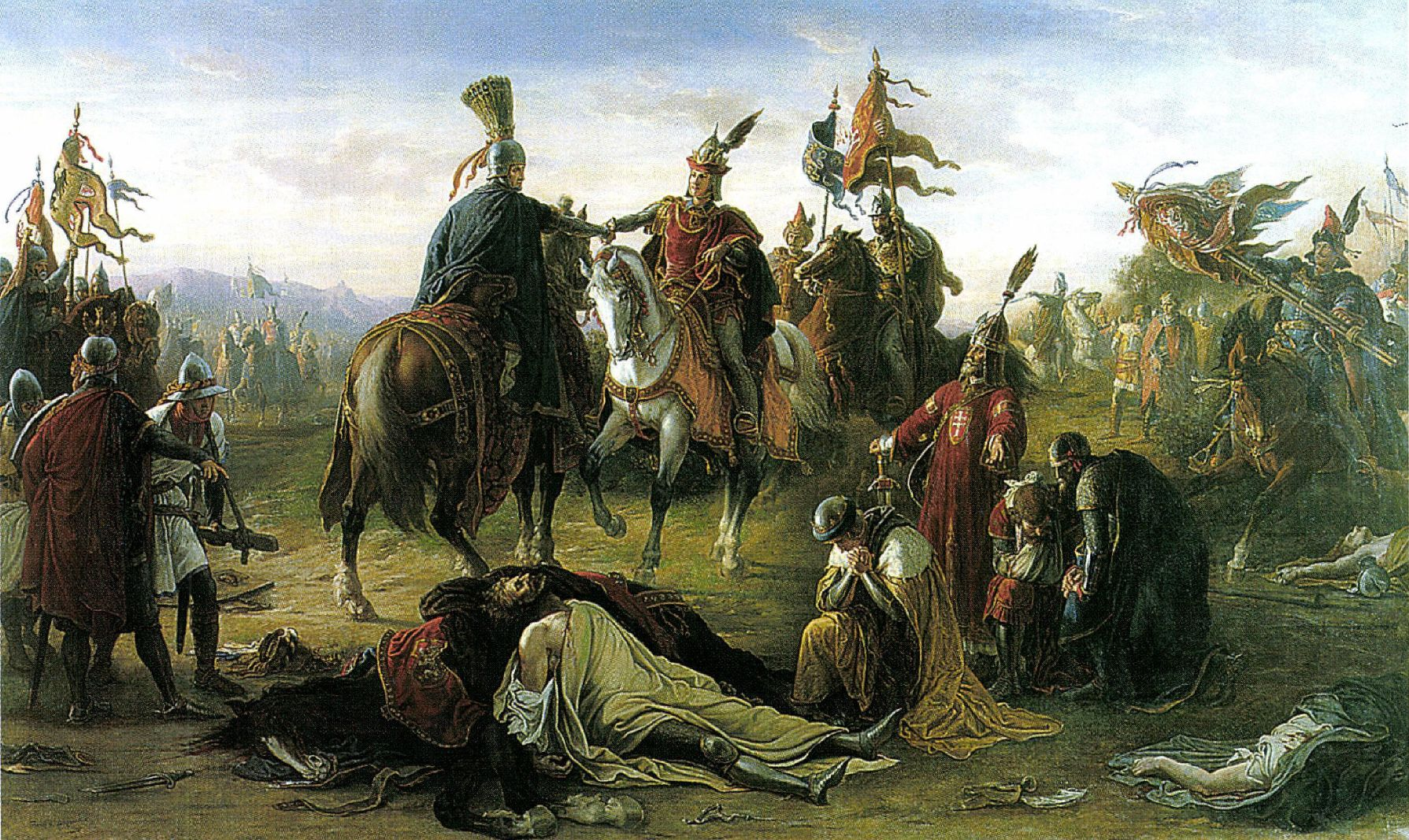
IV. László és I. Rudolf találkozása a csatatéren. Than Mór olajfestményéről (1872) készült másolat (Neogrády Antal – 1894)

Az erőviszonyok kezdetben Ottokárnak kedveztek, de a német királynak sikerült megszerezni IV. László magyar király szövetségét, így az ígért magyar támogatással már a siker reményében szállhatott szembe Ottokárral. 1276. november 21-én a feleknek még sikerült békét kötniük, de 1278 nyarára az ellentétek ismét kiéleződtek és 1278. augusztus 26-án a dürnkruti csatában  Rudolf és IV. László csapatai döntő vereséget mértek Ottokár hadaira. A csatában Ottokár is életét vesztette.
1282. december 27-én Rudolf a cseh királytól megszerzett hűbéreket saját fiainak adományozta. 1283-ban egy családon belül kötött egyezségben ez úgy módosult, hogy az egész hűbérbirtokot Rudolf elsőszülött fia, Albert kapja.
Kun László halála után Rudolf Magyarországot is megürült hűbérnek nyilvánította és 1290. augusztus 30-án fiának, Albertnek adományozta. Rudolf arra alapozta igényét, hogy a tatárjárás idején IV. Béla katonai segítség fejében hűbérül ajánlotta fel Magyarországot. Rudolf nem vette figyelembe, hogy a tatárjárás idején II. Frigyes nem küldött segítséget IV. Bélának, így a felajánlás is semmissé vált. Albert végül nem lépett a kapott hűbér birtokába.

## Rudolf halála

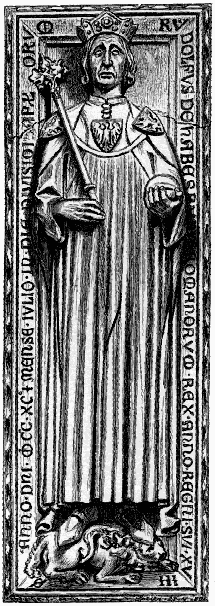
I. Rudolf sírja a speyeri dómban

Rudolf szokatlanul idős korban, ötvennégy évesen került a német trónra, ennek ellenére rendkívüli tetterővel és energiával uralkodott. Uralkodása alatt helyreállította a király tekintélyét, a birodalom belső békéjét, és egyúttal megalapozta a Habsburgok családi hatalmát is. Mikor közeledni érezte a halált, Speyerbe lovagolt, és ott halt meg. Az ottani székesegyházban temették el. A királyi hatalom öröklődését saját családján belül már nem tudta elérni, halála után a választófejedelmek Nassaui Adolfot választották királlyá. A Habsburgok csak – ismét magyar fegyverek segítségével – 1298-ban kerültek vissza a német trónra.

## Gyermekei
- Rudolf első házasságát 1245-ben[3] Hohenbergi Gertrúddal[3] (1225 k. – 1281. február 16.). Első feleségétől 10 gyermeke született:

1. Matilda[3] (1251/1253 – 1304. december 23.), II. Lajos bajor herceg felesége
2. I. Albert osztrák herceg[3] (1255 júliusa – 1308. május 1.) – I. Albert néven német király
3. Katalin[3] (1256 – 1282. április 4.), III. Ottó bajor herceg (később magyar király) felesége
4. Ágnes (Gertrúd)[3] (1257 k. – 1322. október 11.), II. Albert szász herceg felesége
5. Heilwig (Hedvig)[3] (1259 – 1285/1286), IV. Ottó brandenburgi őrgróf felesége
6. Klemencia[3] (1262. január 22. – 1293. október 7.), Martell Károly nápoly-szicíliai király felesége, Károly Róbert magyar király édesanyja
7. Hartmann[3] (1263 – 1281. december 21.)
8. Guta (Jutta, Bona)[3] (1271. március 13. – 1297. június 18.), II. Vencel cseh király felesége, Vencel magyar király édesanyja
9. II. Rudolf osztrák herceg[3] (1271 júliusa – 1290. május 10.)
10. Károly (1276-ban élt csak)

- Rudolf másodszor IV. Hugó burgundiai herceg leányát Ágnest[3] (más források szerint a hercegnő neve Izabella, 1270 – 1323 augusztusa) vette feleségül 1284. február 5-én.
- Ezenkívül Rudolfnak született egy törvénytelen gyermeke is:
  - Schenkenbergi Albert[3] (? – 1304)

## Emlékezete
Carrarai márványból faragott életnagyságú szobrát felállították a Hadvezérek csarnokában, a bécsi Hadtörténeti Múzeumban.